# 이별의 모정
이별의 모정은 한국에서 제작된 이종기 감독의 1969년 드라마 영화이다. 이경희 등이 주연으로 출연하였고 홍의선 등이 제작에 참여하였다.

## 출연

### 주연
- 이경희
- 허장강
- 박종훈

## 제작진
- 조명: 오영근
- 미술: 홍성칠